# Delfin (rodzaj ssaków)
Delfin (Delphinus) – rodzaj wodnych ssaków z podrodziny Delphininae w obrębie rodziny delfinowatych (Delphinidae).

## Rozmieszczenie geograficzne
Rodzaj obejmuje gatunki występujące we wszystkich oceanach świata.

## Morfologia
Długość ciała 150–230 cm; masa ciała do 200 kg.

## Systematyka
Rodzaj zdefiniował w 1758 roku szwedzki przyrodnik Karol Linneusz w 10 wydaniu Systema Naturae, publikacji swojego autorstwa poświęconej klasyfikacji zwierząt, roślin i minerałów. Linneusz wymienił trzy gatunki – Delphinus delphis Linnaeus, 1758, Delphinus orca Linnaeus, 1758 i Delphinus phocoena Linnaeus, 1758 – z których gatunkiem typowym jest (Linneuszowska tautonimia) Delphinus delphis Linnaeus, 1758.

### Etymologia
- Delphinus: gr. δελφις delphis, δελφινος delphinos ‘delfin’[13].
- Delphax: gr. δελφαξ delphax, δελφακος delphakos ‘świnka’[14].
- Rhinodelphis: gr. ῥις rhis, ῥινος rhinos ‘nos’; δελφις delphis, δελφινος delphinos ‘delfin’[15]. Gatunek typowy: Wagner wymienił kilkanaście gatunków – Delphinus delphis Linnaeus, 1758, Delphinus loriger Wiegmann, 1840 (= Delphinus delphis Linnaeus, 1758), Delphinus longirostris G. Cuvier, 1829 (= Delphinus delphis Linnaeus, 1758), Lagenorhynchus albirostris J.E. Gray, 1846, Delphinus leucoramphus de Lacépède, 1804 (= Delphinus peronii de Lacépède, 1804), Delphinus plumbeus G. Cuvier, 1829, Delphinus pseudodelphis Schlegel, 1841 (= Steno attenuatus J.E. Gray, 1846), Delphinus coeruleo-albus Meyen, 1833, Delphinus reinwardtii Schlegel, 1841  (= Delphinus bredanensis G. Cuvier, 1828), Delphinus abusalam Rüppell, 1842 (= Delphinus aduncus Ehrenberg, 1833), Delphinus amazonicus von Spix & Martius, 1831 (= Delphinus geoffrensis de Blainville, 1817), Delphinus superciliosus Schlegel, 1841 (= Delphinus (Grampus) obscurus J.E. Gray, 1828), Delphinus planiceps Schlegel, 1841 (= Delphinus bredanensis G. Cuvier, 1828), Delphinus tursio O. Fabricius, 1780 (nomen dubium), Delphinus eschrichtii Schlegel, 1841 (= Delphinus (Grampus) acutus J.E. Gray, 1828), Delphinus novae zeelandiae J.A. Wagner, 1846 (= Delphinus delphis Linnaeus, 1758) – z których gatunkiem typowym jest (późniejsze oznaczenie)[16] Delphinus delphis Linnaeus, 1758.
- Delphis: gr. δελφις delphis, δελφινος delphinos ‘delfin’[13]. Gatunek typowy (oznaczenie monotypowe): Delphinus delphis Linnaeus, 1758.
- Eudelphinus: gr. ευ eu ‘typowy’; δελφις delphis, δελφινος delphinos ‘delfin’[17]. Gatunek typowy: Autorzy wymienili cztery gatunki – Delphinus delphis Linnaeus, 1758, Delphinus longirostris G. Cuvier, 1829 (= Delphinus delphis Linnaeus, 1758), Eudelphinus tasmaniensis P.J. Van Beneden & P. Gervais, 1879 (= Delphinus delphis Linnaeus, 1758) i Eudelphinus fulvo-fasciatus P.J. Van Beneden & P. Gervais, 1879 (= Delphinus delphis Linnaeus, 1758) – z których gatunkiem typowym jest (późniejsze oznaczenie)[18] Delphinus delphis Linnaeus, 1758.
- Mamdelphinus: modyfikacja zaproponowana przez meksykańskiego przyrodnika Alfonso Luisa Herrerę w 1899 roku, polegająca na dodaniu do nazwy rodzaju przedrostka Mam (od Mammalia)[19].

### Podział systematyczny
Do rodzaju należą dwa występujące współcześnie gatunki:
| Grafika | Gatunek           | Autor i rok opisu | Nazwa zwyczajowa | Podgatunki         | Rozmieszczenie geograficzne | Podstawowe wymiary           | Status IUCN |
| ------- | ----------------- | ----------------- | ---------------- | ------------------ | --- | ---------------------------- | ----------- |
|         | Delphinus bairdii | Dall, 1873        |                  | gatunek monotypowy | wody w okolicach Monterey Bay i Zatoki San Francisco w Kalifornii, na południe do nieco na południe od krańca Kalifornii Dolnej, a następnie na północ w całej Zatoce Kalifornijskiej; pojawiają się coraz częstsze są zapisy dalej na północ niż tradycyjne granice zasięgu w środkowej Kalifornii | DC: 193–265 cm MC: do 200 kg | NE          |
|         | Delphinus delphis | Linnaeus, 1758    | delfin zwyczajny | 3 podgatunki       | północny i południowy Ocean Spokojny, północny i południowy Ocean Atlantycki i Ocean Indyjski (włącznie z wieloma zamkniętymi lub pół-zamkniętymi zbiornikami wodnymi (południowa Zatoka Kalifornijska, Morze Karaibskie, Morze Śródziemne, Morze Czarne, Zatoka Perska, Morze Czerwone, Zatoka Tajlandzka, Morze Japońskie i Morze Ochockie)); dokładne granice zasięgu nie są dobrze udokumentowane na wielu obszarach | DC: 164–237 cm MC: do 200 kg | LC          |

Kategorie IUCN:  LC  – gatunek najmniejszej troski;  NE  – gatunki niepoddane jeszcze ocenie.
Opisano również mioceński gatunek wymarły:
- Delphinus vanzelleri Fourtau, 1920